# Хрисант I Цариградски
Хрисант I Цариградски (грч. Χρύσανθος, Доње Граматиково, 25. фебруар 1768 — Бујукада, 10. септембар 1834) је био архиепископ Константинопоља — Новог Рима и васељенски патријарх од 1824. до 1826. године.
Рођен је 25. фебруара 1768. године у словенском селу Доње Граматиково код Водена у Македонији. Био је митрополит кесаријски, берски од 1799. године и серски од 1811. године. Постао је члан друштва Хетерија 1818. и подржавао је Грчку револуцију. Изабран је за цариградског патријарха 9. јула 1824. године. На престолу је остао до 6. септебмра 1826. године, када је био приморан да га напусти од стране Високе порте. Умро је 10. септембра 1834. године и сахрањен у манастиру Христа Спаситеља на острву Бујукада код 
Цариграда.